# Drassana (Miravet)
La Drassana de Miravet és una obra ubicada a Miravet (Ribera d'Ebre) inclosa a l'Inventari del Patrimoni Arquitectònic de Catalunya.

## Descripció
Situat al sud del nucli urbà de la població de Miravet, a la riba del riu Ebre i propera al començament del nucli antic o Cap de la Vila, sota el carrer del Riu. Es tracta de les restes conservades de l'antiga drassana medieval de la vila. Construcció de planta rectangular bastida damunt la roca de la riba del riu, a la que s'adapta perfectament. Està formada per una volta apuntada que conserva restes de l'encofrat utilitzat per bastir-la. Els murs on s'assenta la volta presenten poca alçada i estan bastits amb pedra desbastada disposada en filades, lligat amb morter de calç. En el mur de migdia es conserva una finestra rectangular, mentre que al mur de tramuntana hi ha una antiga porta actualment tapiada. És d'arc rebaixat i està bastida en pedra desbastada disposada a sardinell. En l'actualitat, unes escales li donen accés des del carrer del Riu i, a l'interior, hi ha instal·lada la boca i la canal d'una de les clavegueres actuals de la població.

## Història
Aquest edifici era l'antiga drassana medieval, on es construïen els llaguts. Va ser l'última drassana fluvial en funcionament a l'Ebre.